# 莫申多夫
莫申多夫是奥地利布尔根兰州居辛县的一个市镇。总面积13.18平方公里，总人口463人，人口密度35.1人/平方公里（2001年）。